# Kasang Mungkal
Kasang Mungkal is een bestuurslaag in het regentschap Rokan Hulu van de provincie Riau, Indonesië. Kasang Mungkal telt 965 inwoners (volkstelling 2010).